# Ponte Duarte Coelho
A Ponte Duarte Coelho (também conhecida como Ponte de Maxambomba) localiza-se na cidade do Recife e interliga os bairros da Boa Vista e Santo Antônio.

## História
A ponte foi construída originalmente em 1868 pela companhia Brazilian Company Limited. A sua estrutura era completamente metálica e servia como suporte ao transporte ferroviário de trens urbanos. Em 1915 foi desativada pelo seu mau estado de conservação e no mesmo ano, iniciou-se a construção da ponte que a substituiria.
A segunda ponte foi construída na gestão do prefeito Novaes Filho, sua inauguração ocorreu em 1943, e tem sua estrutura em concreto armado. Foi destinada ao tráfego de carros e está em funcionamento até hoje.

## Importância
A ponte Duarte Coelho liga duas das principais avenidas da cidade: A Avenida Conde da Boa Vista e a Avenida Guararapes.
Ela também é ponto de apoio no desfile do Galo da Madrugada, que passa próximo a ela, saindo da Avenida Guararapes e seguindo pela Rua do Sol. Todos os anos, nesse desfile, é erigida uma escultura do galo sobre a ponte.